# Hotel Room Service
Hotel Room Service è un singolo del rapper statunitense Pitbull, il terzo estratto dal quarto album in studio Rebelution e pubblicato il 16 giugno 2009.

## Il brano
La canzone presenta campionamenti del brano Push the Feeling On dei Nightcrawlers. Ha raggiunto la posizione numero 8 nella classifica Billboard Hot 100 diventando così la sua seconda hit nella Top 10, preceduta dal singolo I Know You Want Me (Calle Ocho).
Il 16 settembre 2009 è stato pubblicato il remix del brano, che ha visto la partecipazione delle Pussycat Dolls e della cantante Nicole Scherzinger.

## Video musicale
Il videoclip della canzone è stato pubblicato il 10 agosto 2009 dal canale ufficiale di Pitbull su YouTube. Ad oggi il video ha ricevuto oltre 330 milioni di visitatori.Il video mostra Pitbull che arriva ad un hotel dove incontra delle bellissime donne e ragazze con le quali fa sesso. Ma ad un certo punto arriva una donna che si arrabbia con essi per il baccano che fanno e perché stanno facendo sesso invece che lavorare, quando poi questi riprendono. Il video si conclude con Pitbull che chiede scusa alla ragazza che si era arrabbiata andando a casa sua.

## Tracce
Promo - CD-Single J - (Sony)
1. Hotel Room Service - 3:58

CD-Single J 88697 578082 (Sony)
1. Hotel Room Service - 3:57
2. Krazy Pitbull feat. Lil Jon - 3:51

## Classifiche
| Classifiche (2009-25) | Posizione massima |
| --------------------- | ----------------- |
| Australia             | 11                |
| Austria               | 22                |
| Belgio (Fiandre)      | 10                |
| Belgio (Vallonia)     | 8                 |
| Canada                | 7                 |
| Danimarca             | 10                |
| Europa                | 16                |
| Finlandia             | 16                |
| Germania              | 22                |
| Irlanda               | 6                 |
| Italia                | 33                |
| Nuova Zelanda         | 29                |
| Paesi Bassi           | 14                |
| Polonia               | 31                |
| Regno Unito           | 9                 |
| Regno Unito (R&B)     | 5                 |
| Spagna                | 15                |
| Svezia                | 14                |
| Svizzera              | 11                |
| Turchia               | 3                 |
| Stati Uniti           | 8                 |
| Stati Uniti (rap)     | 7                 |